# 秋田大橋
秋田大橋（あきたおおはし）は、秋田県秋田市の雄物川に架かる秋田県道56号秋田天王線の橋長583.6 m（メートル）の桁橋。

## 概要
左岸の新屋大川町、右岸の茨島五丁目を結ぶ2車線・両側歩道付きの道路橋。所属路線は秋田県道56号秋田天王線で、かつては国道7号であったが、2003年（平成15年）3月15日に秋田南バイパスが全通したことで並行する旧道にあたる本橋は2004年（平成16年）4月1日に管理が秋田県に移管された。
現在の橋は2代目にあたり、2001年（平成13年）11月22日に完成している。秋田市の中心地区である山王・大町方面と新屋地区を結ぶため、朝夕の渋滞が比較的激しい場所でもある。

## 旧秋田大橋

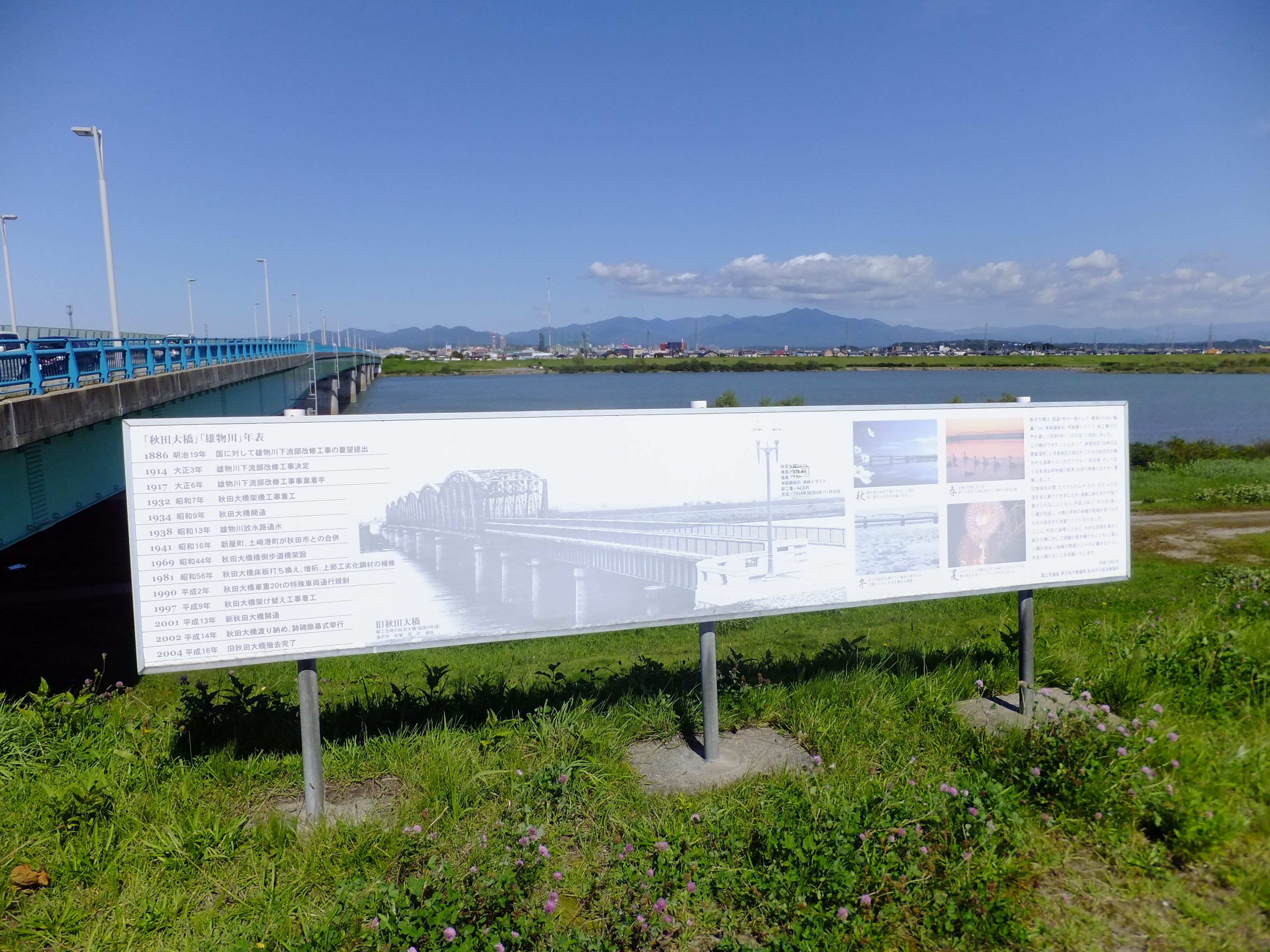
旧秋田大橋を記念する説明板

旧秋田大橋は、雄物川両岸の低地を1926年（大正15年）から1933年（昭和8年）にかけて埋め立て、その上に橋脚を据えることで架橋された。1934年（昭和9年）11月20日竣工。1938年（昭和13年）に雄物川放水路が開通したことにより、それまでの幹線道路であった羽州浜街道（酒田街道）に代わって旧秋田市中心部と新屋方面を結ぶ重要路線になった。1976年（昭和51年）6月、交通量の増大に伴い、両側に歩道橋が増築された。
構造は単純鋼桁・単純トラスで、全長587.4 m, 幅員7.5 mであった。

## 隣の橋
（上流側）JR雄物川橋梁 - 秋田大橋 - 雄物新橋（下流側）